# Ski de fond aux Jeux olympiques de 1968
Pour des articles plus généraux, voir Ski de fond aux Jeux olympiques et Jeux olympiques d'hiver de 1968.
Navigation
Innsbruck 1964 Sapporo 1972
Les épreuves de ski de fond aux Jeux olympiques d'hiver de 1968 se tiennent le 7 février 1968 à Autrans, près de Grenoble. L’épreuve masculine de ski de fond fait partie des épreuves olympiques depuis les premiers Jeux olympiques d’hiver qui ont eu lieu à Chamonix en France en 1924. L’épreuve féminine fait partie des épreuves olympiques depuis Jeux olympiques de 1952 à Oslo.

## Palmarès

### Hommes
| Épreuve         | Or                                                                | Argent                                                              | Bronze                                                                  |
| --------------- | ----------------------------------------------------------------- | ------------------------------------------------------------------- | ----------------------------------------------------------------------- |
| 15 km classique | Harald Grønningen                                                 | Eero Mäntyranta                                                     | Gunnar Larsson                                                          |
| 30 km classique | Franco Nones                                                      | Odd Martinsen                                                       | Eero Mäntyranta                                                         |
| 50 km classique | Ole Ellefsæter                                                    | Vyacheslav Vedenin                                                  | Josef Haas                                                              |
| Relais 4×10 km  | Norvège Odd Martinsen Pål Tyldum Harald Grønningen Ole Ellefsæter | Suède Jan Halvarsson Bjarne Andersson Gunnar Larsson Assar Rönnlund | Finlande Kalevi Oikarainen Hannu Taipale Kalevi Laurila Eero Mäntyranta |

### Femmes
| Épreuve         | Or                                                            | Argent                                                    | Bronze                                                          |
| --------------- | ------------------------------------------------------------- | --------------------------------------------------------- | --------------------------------------------------------------- |
| 5 km classique  | Toini Gustafsson                                              | Galina Kulakova                                           | Alevtina Kolchina                                               |
| 10 km classique | Toini Gustafsson                                              | Berit Mørdre                                              | Inger Aufles                                                    |
| Relais 3×5 km   | Norvège Inger Aufles Babben Enger Damon Berit Mørdre Lammedal | Suède Britt Strandberg Toini Gustafsson Barbro Martinsson | Union soviétique Alevtina Kolchina Rita Achkina Galina Kulakova |

## Médailles
| Rang | Nation           | Or | Argent | Bronze | Total |
| ---- | ---------------- | -- | ------ | ------ | ----- |
| 1er  | Norvège          | 4  | 2      | 1      | 7     |
| 2e   | Suède            | 2  | 2      | 1      | 5     |
| 3e   | Italie           | 1  | 0      | 0      | 1     |
| 4e   | Union soviétique | 0  | 2      | 2      | 4     |
| 5e   | Finlande         | 0  | 1      | 2      | 3     |
| 6e   | Suisse           | 0  | 0      | 1      | 1     |